# 平成23年7月新潟・福島豪雨
平成23年7月新潟・福島豪雨（へいせい23ねん7がつにいがた・ふくしまごうう）は、2011年（平成23年）7月26日から7月30日にかけて、新潟県中越地方、下越地方、福島県会津地方の3地域で発生した集中豪雨である。新潟県では河川の堤防が決壊するなど大きな洪水被害をもたらした。

## 概要
前線が新潟県付近に停滞し、高気圧同士の間に日本列島が挟まれた。新潟県下越地方西部や中越地方北部に日本海から発達した雨雲が次々と流れ込み、1時間に100ミリ前後の猛烈な雨がほぼ同じ場所で降り続いた。なお、この前日には朝鮮半島でも豪雨の被害が出ている。新潟県･福島県は政府に激甚災害指定を要望した。

### 名称について
日本の気象庁はこの豪雨災害について、2011年8月1日に『平成23年7月新潟・福島豪雨』と命名した。

## 気象概況
朝鮮半島から日本列島にのびる前線の活動が活発となり、新潟県の沿岸などで発達した雨雲が次々と流れ込み、ほぼ同じ地域で断続的に1時間に100ミリ前後の猛烈な雨が降り続いた。28日から雨が激しくなった。また、太平洋上の台風9号によって、暖かく湿った気流の流入がさらに多くなった。

### 記録
| 観測地点情報 | 観測地点情報 | 観測地点情報 | 最大雨量 | 最大雨量 |
| 観測地点     | 市町村       | 設置者       | 72時間   | 1時間    |
| ------------ | ------------ | ------------ | -------- | -------- |
| 塩沢         | 南魚沼市     | 新潟県       | 562      | 89.5     |
| 大湯         | 魚沼市       | 新潟県       | 432      | 70       |
| 栃尾         | 長岡市       | 気象庁       |          | 68       |
| 只見         | 只見町       | 福島県       | 700      | 69.5     |
| 十日町       | 十日町市     | 新潟県       |          | 121      |
| 宮寄上       | 加茂市       | 気象庁       | 623.5    | 93.5     |
| 三条         | 三条市       | 気象庁       |          | 62       |
| 村松         | 長岡市       | 気象庁       |          | 62       |
| 入広瀬       | 魚沼市       | 気象庁       | 471.5    |          |

- 上記のほか室谷（阿賀町）のアメダスでは、7月26日22時07分までの10分間降水量が50.0ミリに達し、当時の全国歴代1位の記録を更新した[G 2]。

## 被害

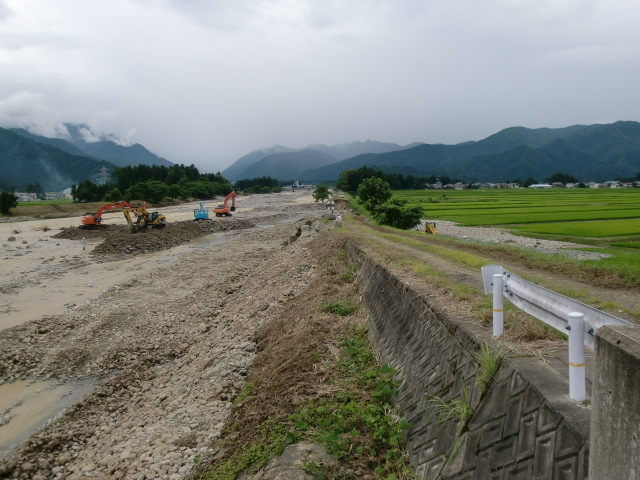
登川で堤防決壊（大里側）

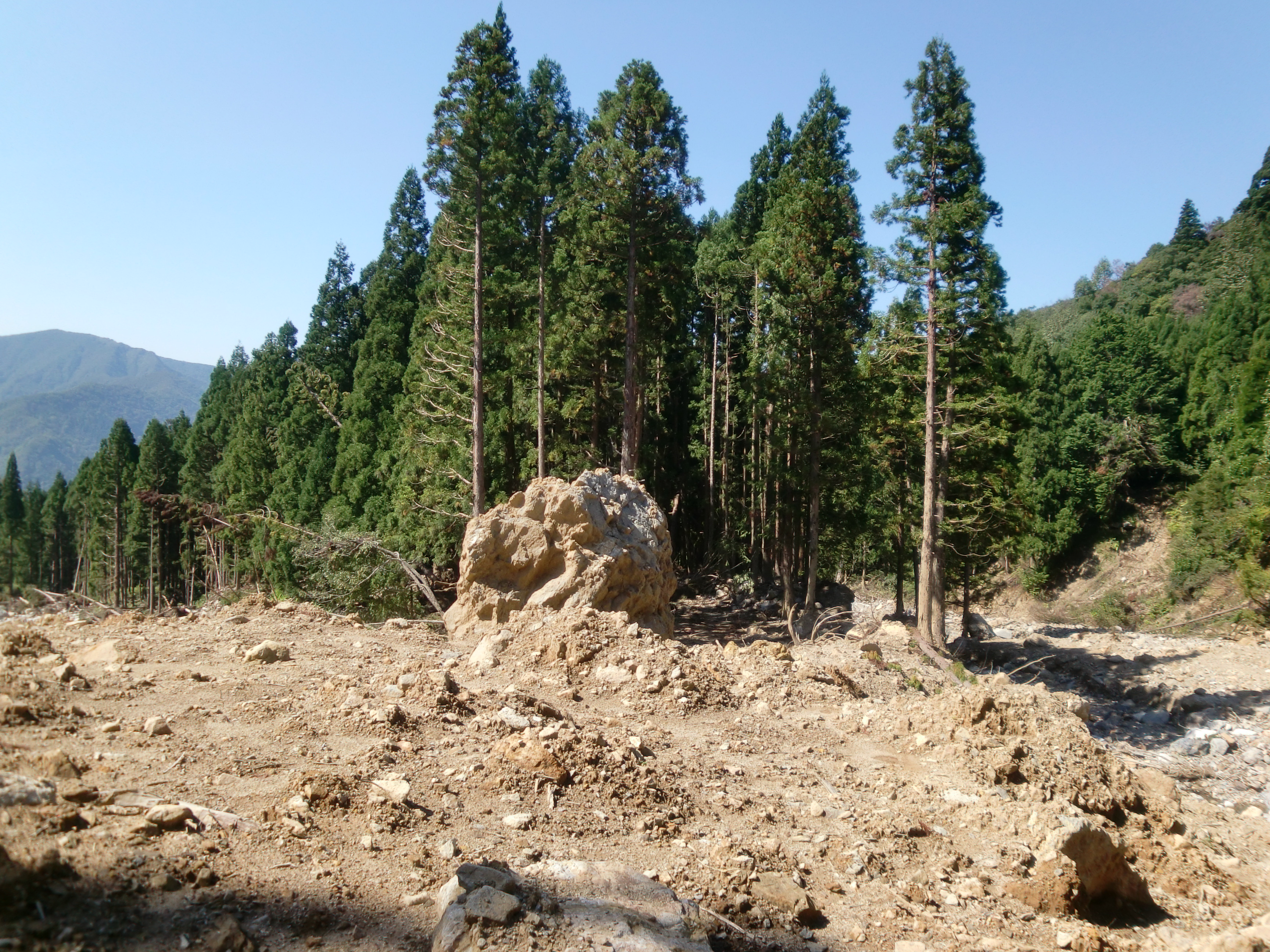
姥沢川上流での土石流

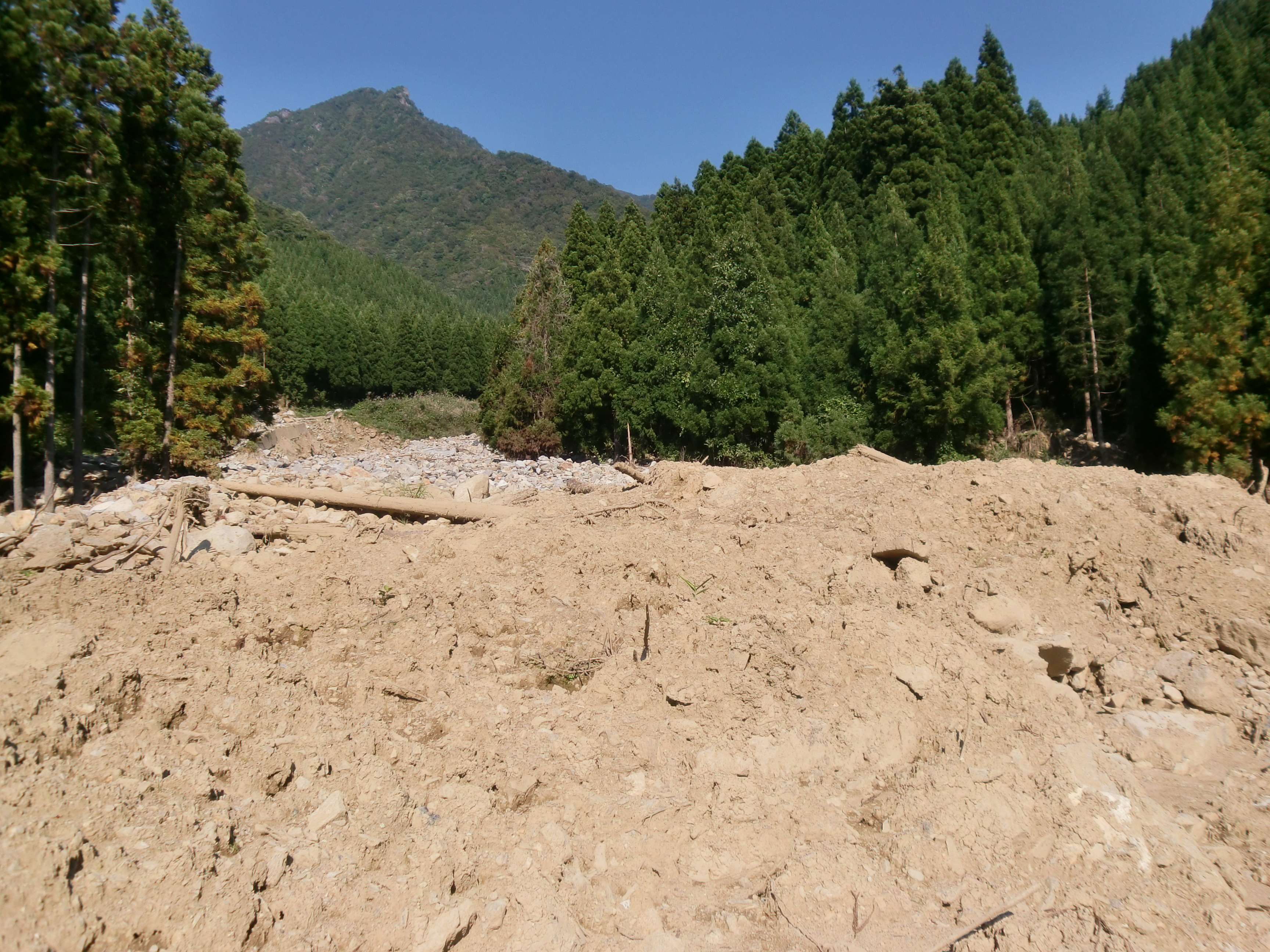
金城山・高棚川上流での土石流

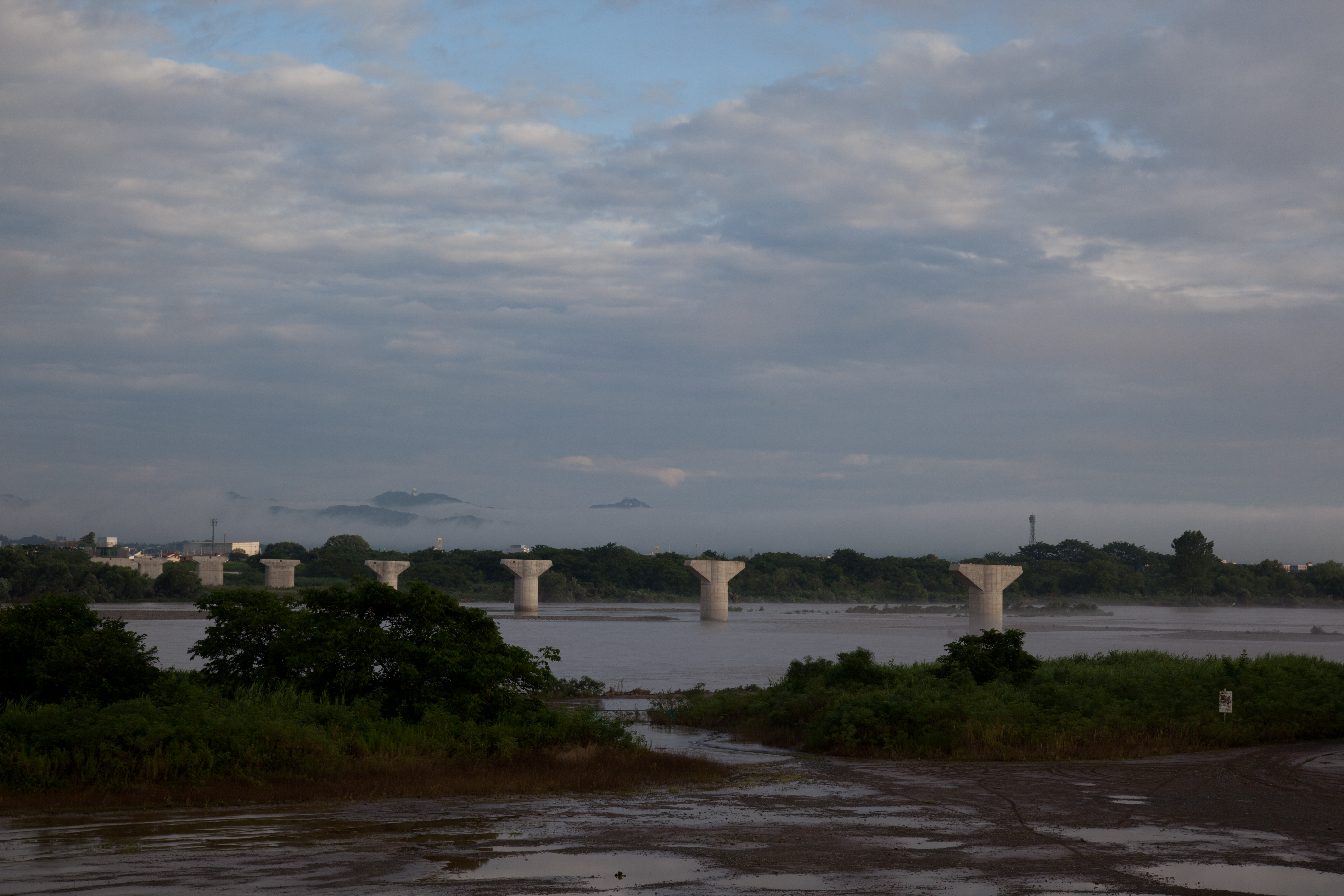
2011年7月31日朝の信濃川。河川敷には豪雨により冠水した跡が残っている。（撮影地：新潟県長岡市。背景の橋桁は当時、建設中であったフェニックス大橋）

新潟県では五十嵐川などの信濃川水系の6つの河川で堤防の決壊が相次ぎ、三条市など、広範囲で浸水被害が発生した。
死者は新潟県で4人、福島県などで2人が行方不明となっている。住宅は全壊18棟、半壊1棟などをはじめ7000棟程の住宅が床上、床下浸水した。
十日町市では8月2日、市内を流れる羽根川の脇の斜面が崩れ、住宅2棟の1階部分が土砂に埋まった。住宅には計7人が住んでいたがけがはなかった。
南魚沼市では、魚沼コシヒカリにも、水田約70 ha、被害額21億1千万円の被害が出た。登川は魚野川との合流地点で登川の両岸の堤防が決壊し、塩沢から大和地区へ農業用水を送る用水路が壊れて約700 haに送水できない可能性も出ている。
魚沼市では、長堀新田地内で破間川の堤防が決壊、中家集落上流で羽根川が決壊。奥只見シルバーラインでは複数か所で土砂崩れが発生し全面通行止めのため、孤立していた宿泊客や住民ら173人が自衛隊のヘリコプター5機で湯之谷中学校まで搬送された。
福島県は、豪雨の農林水産被害約99億円に達したと発表した。

### ライフライン
水力発電所が被害を受け、29カ所が停止し、福島第一原子力発電所事故による電力危機と相まって電力需要が逼迫した。東北電力は当面計画停電は実施しないと表明している。只見川最大の発電量を誇る第二沼沢水力発電所以外の水力発電所11ヶ所が年明けや2013年まで復旧がかかることが発表された。第二沼沢水力発電所については被害が少なく当初は2011年内に再稼働の予定だったが、金山町や金山町内の住民グループが今回の豪雨は発電用のダムが只見川の氾濫を引き起こしたと主張し、第二沼沢水力発電所を含む金山町内全ての発電所4ヶ所の再稼働に強硬に反対しているために復旧が大幅に遅れており、2012年夏以降の電力不足が危惧された。

### 交通機関
JR只見線では会津川口駅と会津大塩駅間で橋桁が流出し鉄橋が崩落したほか、会津坂本駅、会津柳津駅間で路盤が流出し会津坂下駅と大白川駅間が不通となった。2012年（平成24年）10月1日に只見駅 - 大白川駅間が再開した。一方、会津川口駅 - 只見駅間は復旧費用の負担額や再開後の採算性などの問題が大きく、その後も不通・バス代行が続いた。しかし、2016年（平成28年）12月26日、上下分離方式による鉄道での運行再開が決定、2022年（令和4年）10月1日に全線で運転を再開した。
この他の線区では、それぞれ復旧までに、上越線が半月、飯山線が1カ月半、磐越西線が2カ月半かかる被害を受けた。

## 政府の対応
消防庁は7月29日夜に情報連絡室を設置し、翌朝に内閣府情報対策室を設置した。また、7月31日に新潟県、8月2日に福島県に政府調査団を派遣することを決めた。
7月29日、新潟県知事、福島県知事からの災害救助派遣要請を受けて自衛隊が出動、福島県内では8月2日まで、新潟県内では8月3日まで活動を行った。新潟県内には高田駐屯地の第2普通科連隊が出動した。
国土交通省は7月28日に緊急災害対策派遣隊（TEC-FORCE）応急対策班を北陸地方整備局より派遣、その後、東北地方整備局、関東地方整備局、中部地方整備局より延べ198人と排水ポンプ車43台、照明車44台、災害対策ヘリコプター4機を新潟県、福島県に派遣。
政府は8月19日の閣議で激甚災害に指定した。
また、災害救助法が7月19日付で新潟県の新潟市、三条市、柏崎市、小千谷市、加茂市、十日町市、五泉市、魚沼市、南魚沼市、田上町、阿賀町、長岡市、見附市、上越市、阿賀野市および福島県の喜多方市、只見町、檜枝岐村、会津町、西会津町、会津坂下町、柳津町、三島町、金山町に適用された。新潟県では同年1月の大雪と3月の長野県北部地震で福島県では3月の東日本大震災でそれぞれ災害救助法の適用を受けていた。また、新潟県では翌年1・2月の大雪のため、災害救助法の適用を受けており、同年度では2回適用を受けている。

## 民主党の対応
- 7月29日、新潟県連は西村智奈美県連代表を本部長とする災害対策本部を設置し、被災地、被災者支援を政府・与党に働きかける[5]。
- 8月3日、民主党新潟県議団が三条市の被災地域を視察[6][リンク切れ]。
- 8月4日、民主党新潟県議団が魚沼市の被災地域を視察[7][リンク切れ]。
- 8月7日、岡田克也幹事長が新潟の集中豪雨災害を視察（西村智奈美、菊田真紀子、中根康浩、鷲尾英一郎、黒岩宇洋、中林美恵子、金森正、森裕子議員が同行）[8]。
- 8月7日、復旧対策を政府と連携して迅速に進めるため、新潟・福島豪雨災害復旧対策本部を設置[9]。
- 8月7日、田中真紀子・田中直紀議員が魚沼市・南魚沼市の被災地を視察。『新潟日報』2011年8月9日付朝刊「中越版取材ノート（長岡支社 大西泰三）」
- 8月11日、民主党新潟県議団が十日町市の被災地域を視察[10][リンク切れ]。
- 8月12日、民主党新潟県議団が阿賀町の被災地域を視察[11]。

## 新潟県の対応
災害救助法が適用された県内15市町のうち、三条市、十日町市、魚沼市、南魚沼市の4市と阿賀町に被災者生活再建支援法を適用し、適用されなかった10市町で自宅が全壊するなどの被害を受けた世帯には、最大400万円を支給するとした県独自の支援策を発表した。適用5市町の世帯にも、最大100万円を上乗せする。